# Rantzauer Forst
Koordinaten: 53° 43′ 5″ N, 9° 58′ 9″ O
Der Rantzauer Forst ist ein etwa 195 ha großer Erholungswald im Kreis Segeberg in Schleswig-Holstein. 

## Beschreibung
Die Waldfläche befindet sich im Westen des Norderstedter Stadtteils Friedrichsgabe.

## Sonstiges
Der Wald ist ein Staatsforst im Eigentum des Landes Schleswig-Holstein.